# Кинезин-13
Кинезин-13 — это одно из 14 семейств моторных белков, кинезинов . Все кинезины локализуются и перемещаются вдоль тубулинового цитоскелета (микротрубочек, МТ) эукариотических клеток используя энергию гидролиза АТФ. Белки семейства Кинезин-13 (Kin-13) являются МТ-дестабилизирующими факторами. Они катализируют отщепление димеров тубулина от конца микротрубочек тем самым укорачивая их. Это принципиально отличает кинезины-13 от большинства кинезинов других семейств задача которых заключается в транспорте веществ вдоль микротрубочек или смещение микротрубочек относительно друг друга. У человека известны четыре кинезина-13 — Kif2A, Kif2B, Kif2C (MCAK) и Kif24, они принимают участие в широком спектре биологических процессов, таких как сборка митотического веретена, сегрегация хромосом, присоединение MT-кинетохор и образование ресничек . Большинство, если не все, из этих важных функций связаны со способностью кинезина-13 деполимеризовать МТ и изменять динамику их полимеризации. У людей с мутациями в гене KIF2A присутствуют аномалии кортикального вращения и микроцефалия, вызывающая фармакорезистентную эпилепсию и умственная отсталость.

### Структура
Структура белков семейства Кинезин-13 состоит из нескольких типичных компонентов — двигательный домен (motor domain), стебель (stalk), и С и N концевые домены. Двигательный домен включает в себя активный центр, где происходит связывание и гидролиз АТФ, и участки связывания микротрубочек. Стебель представляет собой спирально закрученные цепи за счет которых формируется димер из двух мономеров Кинезин-13. С и N концевые домены обеспечивают локализацию белка в клетке. Из-за того, что двигательный домен расположен в средней части полипептидной цепи эти кинезины первоначально были названы Кin-M (middle) или Кin-I (internal).

### Механизм действия
Мономерная конструкция двигательного домена, которая содержит кинезин-13-специфическую шейку (альфа спираль длиной примерно 60 амино кислот), проявляет способность каталитически деполимеризовать микротрубочки in vitro. Белок связывается непосредственно с изогнутым концом микротрубочки или достигает его за счет одномерной диффузии. Оказавшись на конце микротрубочки белок усиливает изгиб протофиламента МТ за счет специфического связывания сразу в нескольких местах. Было показано, что каждый двигательный домен кинезина-13 связывается с двумя димерами тубулина одного протофиламента МТ. Контакты с тубулиновым димером образует двигательный домен, а специфическая шейка образует контакт с прилегающим вторым димером тубулина в МТ, что значительно стабилизирует и еще сильнее изгибает конец МТ. Это приводит к отрыву двух димеров тубулина со связанным с ними кинезином-13 от конца микротрубочки и переходу этой частицы в раствор. Молекула АТФ в каталитическом центре кинезина гидролизуется, что приводит к структурным изменениям двигательного домена и диссоциации тубулин-кинезинового комплекса.